# Peter Beazley
Peter George Beazley, CBE (* 9. Juni 1922 in Chale, Isle of Wight; † 23. Dezember 2004) war ein britischer Wirtschaftsmanager und Politiker der Conservative Party, der unter anderem zwischen 1979 und 1994 Mitglied des ersten, zweiten und des dritten Europäischen Parlamentes war.

## Leben
Peter George Beazley, Sohn von Thomas Alfred und Agnes Alice Mary Beazley, besuchte die 1565 gegründete Highgate School und absolvierte daraufhin den interdisziplinären Studiengang Philosophy, Politics and Economics (PPE) am St John’s College der University of Oxford. Während des Zweiten Weltkrieges absolvierte er eine Offiziersausbildung und wurde nach deren Abschluss am 19. Dezember 1942 als Leutnant (Second Lieutenant) in das Leichte Infanterieregiment Rifle Brigade (Prince Consort’s Own) übernommen. Nach seiner Kriegsteilnahme trat er nach seinem Ausscheiden aus dem Militärdienst in das Chemieindustrieunternehmen Imperial Chemical Industries (ICI) und war in diesem bis zu seinem Ausscheiden 1978 als Manager tätig, wobei er zuletzt von 1977 bis 1978 auch als Forschungswissenschaftler (Research Fellow) am Royal Institute of International Affairs arbeitete.
Bei der Europawahl am 7. Juni 1979 wurde Beazley für die Conservative Party zum Mitglied des 1. Europäischen Parlamentes gewählt und gehörte diesem vom 17. Juli 1979 nach seiner Wiederwahl bei der Europawahl am 14. Juni 1984 sowie bei der Europawahl am 15. Juni 1989 auch als Mitglied des zweiten Europäischen Parlamentes und als Mitglied des dritten Europäischen Parlamentes bis zum 18. Juli 1994 an. Er schloss sich vom 17. Juli 1979 bis zum 30. April 1992 der Fraktion der Europäischen Demokraten (ED) sowie zuletzt zwischen dem 1. Mai 1992 und dem 18. Juli 1994 der Fraktion der Europäischen Volkspartei (Christdemokraten) an. In der ersten Legislaturperiode war er zwischen dem 9. März 1982 und dem 10. April 1983 Vorstandsmitglied der ED-Fraktion. Daneben war er vom 20. Juli 1979 bis zum 8. Juli 1982 Mitglied des Ausschusses für Energie und Forschung und zugleich zwischen dem 11. Juli 1980 und dem 23. Juli 1984 Mitglied des Ausschusses für Wirtschaft und Währung. Darüber hinaus gehörte er vom 11. April 1983 bis zum 23. Juli 1984 der Delegation im Gemischten Ausschuss Europäisches Parlament/Portugiesisches Parlament als Mitglied an und war zuletzt zwischen dem 7. Juli 1983 bis zum 23. Juli 1984 auch noch Mitglied des Ausschusses für Geschäftsordnung und Petitionen.
In der zweiten Wahlperiode war Beazley vom 26. Juli 1984 bis zum 24. Juli 1989 stellvertretender Vorsitzender des Ausschusses für Wirtschaft, Währung und Industriepolitik sowie ferner zwischen dem 12. Februar 1985 und dem 20. Januar 1987 und erneut vom 28. Januar 1988 bis zum 24. Juli 1989 Mitglied der Delegation für die Beziehungen zu Japan und zwischenzeitlich vom 21. Januar 1987 bis zum 19. Januar 1988 Mitglied der Delegation für die Beziehungen zu den Ländern Südamerikas. Darüber hinaus war er zwischen dem 26. Juli 1984 und dem 20. Januar 1987 erst stellvertretendes Mitglied des Ausschusses für Geschäftsordnung und Petitionen sowie des Weiteren vom 26. Juli 1984 bis zum 24. Juli 1989 Mitglied des Ausschusses für Außenwirtschaftsbeziehungen. In der dritten Wahlperiode fungierte er zwischen dem 26. Juli 1989 und dem 14. Januar 1992 zunächst als stellvertretender Vorsitzender und im Anschluss vom 15. Januar 1992 bis zum 18. Juli 1994 als Mitglied der Delegation für die Beziehungen zu den Mitgliedsländern der ASEAN und Südkorea. Des Weiteren war er zwischen 26. Juli 1989 und dem 15. September 1989 kurzzeitig Mitglied des Ausschusses für Regionalpolitik und Raumordnung, zugleich vom 26. Juli 1989 bis zum 18. Juli 1994 Mitglied des Ausschusses für Wirtschaft, Währung und Industriepolitik sowie zuletzt zwischen dem 13. September 1993 und dem 18. Juli 1994 ferner Mitglied des Ausschusses für Regionalpolitik, Raumordnung und Beziehungen zu den regionalen und lokalen Körperschaften. Darüber hinaus fungierte er vom 26. Juli 1989 bis zum 18. Juli 1994 zudem als stellvertretendes Mitglied des Ausschusses für Außenwirtschaftsbeziehungen und außerdem noch zwischen dem 26. Mai 1993 und dem 18. Juli 1994 als stellvertretendes Mitglied der Delegation im Gemischten Parlamentarischen Ausschuss für den Europäischen Wirtschaftsraum.
Für seine politischen Verdienste wurde Peter Beazley zum 1. Januar 1993 als Commander des Order of the British Empire (CBE) ausgezeichnet. Aus seiner 1945 geschlossenen Ehe mit Joyce Marion Sulman gingen ein Sohn und zwei Töchter hervor. Sein Sohn ist der Politiker Christopher Beazley (* 1952), der für die Conservative Party von 1984 bis 1994 und von 1999 bis 2009 ebenfalls Mitglied des Europäischen Parlaments war.